# Glacialisaurus
Glacialisaurus là một chi khủng long, được N. D. Smith & Pol mô tả khoa học năm 2007.